# Oxyaena
Az Oxyaena az emlősök (Mammalia) osztályának a kihalt Creodonta rendjébe, ezen belül az Oxyaenidae családjába tartozó kihalt nem.

## Tudnivalók
Az Oxyaena ragadozó életmódot folytató emlősnem volt. Észak-Amerikában éltek a késő paleocén és kora eocén határán.

## Megjelenésük
Az Oxyaena-fajok macskaszerűek vagy rozsomákszerűek voltak. Az állatok teste hajlékony volt, egy eléggé hosszú farokkal és rövid végtagokkal. Az állatok testhossza 1 méter volt. Koponyájuk széles és lapos volt, hossza 20 centiméter. A koponyán hosszú pofa és erőteljes alsó állkapocs ült. Mind a négy lába öt-öt ujjban végződött. Eltérően a mai macskaféléktől, az Oxyaena járáskor az egész talpfelületét használta.
A tudósok úgy gondolják, hogy az Oxyaena-fajoknak leopárdszerű volt az életmódjuk.

## Rendszerezés
A nembe az alábbi fajok tartoznak:
- Oxyaena lupina (típusfaj)
- Oxyaena forcipata
- Oxyaena gulo
- Oxyaena intermedia
- Oxyaena pardalis
- Oxyaena simpsoni

## Lelőhelyek
Az Oxyaena-fajok legtöbb maradványát Colorado államban találták meg.